# Poggio Renatico
Poggio Renatico (emilián nyelven Al Puz, ferrarai nyelvjárásban Al Pògio) település Olaszországban, Emilia-Romagna régióban, Ferrara megyében. Lakosainak száma 9709 fő (2023. január 1.). Poggio Renatico Baricella, Ferrara, Vigarano Mainarda, Galliera, Malalbergo és Terre del Reno községekkel határos.

## Népesség
A település lakossága az elmúlt években az alábbi módon változott:
| Lakosok száma | 9869 | 9791 | 9709 |
|               | 2017 | 2018 | 2023 |